# Radu Negru

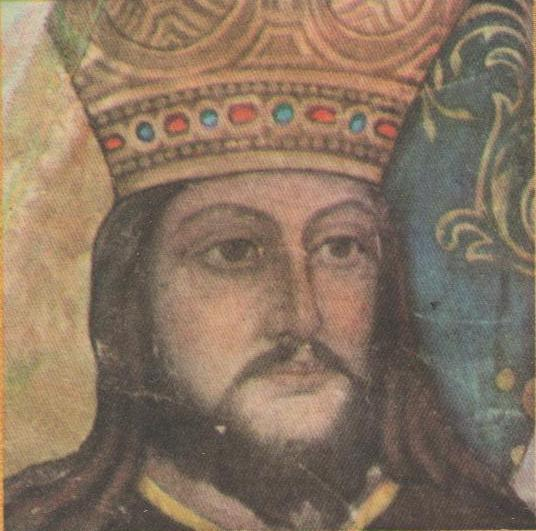
Een schilderij met Radu Negru

Radu Negru (Zwarte Radu) die ook als Radu Vodă (Radu woiwode) bekendstond, was een mythische leider van Walachije in de 13e eeuw. Volgens Roemeense traditie is Radu de stichter en de heerser van Walachije in 1290. Het grootste deel van zijn geschiedenis is eerder legendarisch. Zijn naam werd voor het eerst vermeld in de Annalen van Cantacuzino in de 17de eeuw. De Cantacuzino's zeggen dat Radu Negru grote kerken in Câmpulung en Curtea de Argeș heeft gebouwd. Nochtans, zou de identificatie van Radu Negru met Radu, de bouwer van die kerken verkeerd kunnen zijn, aangezien de kerk gebouwd kan zijn door Radu I (1377 - 1383).